# Аракіїт
Аракіїт — рідкісний мінерал із формулою (Zn, Mn2+)(Mn2+,Mg)12(Fe3+,Al)2(As3+O3)(As5+O4)2(OH)23. Це і арсенат, і арсеніт, поєднання яких рідко зустрічається у світі мінералів. Аракіїт стехіометрично подібний до гематоліту. Це один із багатьох рідкісних мінералів зі знаменитого марганцево-скарнового родовища Лонгбан у Швеції.
Інші мінерали-арсеніт, що містять цинк: включають крайсліт і макговерніт.
Мінерал кристалізується в моноклінній кристалічній системі просторової групи Cc.